# Calamaria pfefferi
Calamaria pfefferi là một loài rắn trong họ Rắn nước. Loài này được Stejneger mô tả khoa học đầu tiên năm 1901.